# Brachylophus vitiensis
Brachylophus vitiensis (фіджійська чубата ігуана) — вид ігуани, що перебуває під загрозою зникнення, поширений на деяких північно-західних островах Фіджійського архіпелагу. Більшість цього виду – менше 4000 особин – найчастіше зустрічається на острові Ядуа Таба. Острів є заповідником Національного тресту Фіджі, й, отже, є єдиною захищеною законом популяцією фіджійської чубатої ігуани. Є деякі інші острови Фіджі, де були зареєстровані докази існування виду: Девіулау, Вая, Монурікі, Мону, Каліто (можливо вимерлий), Якувага, Ядуа та Малоло Леву.

## Опис
Це велика кремезна ящірка, яка відрізняється від Brachylophus bulabula наявністю трьох вузьких смуг кремового або білого кольору на самцях, а не ширших блакитних смуг останнього виду. Ці білуваті смуги часто мають шеврони чорних лусочок поруч із ними. Brachylophus vitiensis вирізняється більшим розміром, досягаючи 75 сантиметрів у довжину та вагою до 300 грамів. Крім того, він відрізняється наявністю вищого колючого «гребеня» на спині з шипами завдовжки 1.5 сантиметра, що йдуть від потилиці до основи хвоста.
Коли фіджійські чубаті ігуани вперше вилуплюються з яєць, вони темно-зелені, але через кілька годин їх шкіра стає яскраво-смарагдово-зеленою, а вздовж тіла можна побачити вузькі білі смуги. Їхні очі червонувато-помаранчевого або рожево-золотистого кольору.

## Поведінка
Це денна істота, яка зазвичай живе в тіні дерев і шукає сонячного світла/тепла в дні з прохолодною температурою. Тварина має здатність швидко змінювати колір із зеленого на чорний під час збудження, використовуючи цю здатність при загрозі будь-якого потенційного хижака. Ці кольори змінюватимуться залежно від серйозності ситуації, яскраво-зелений є стандартним, темно-зелений буде при невеликій небезпеці, а чорний буде екстремальним. Якщо його білі смуги або раптова зміна кольору не налякали його хижака, він зрештою вдасться до розширення шиї, хитання головою, і кинеться до потенційної загрози. Для переходу від дерева до дерева, де ігуана зазвичай живе, вона використовує гілки, що перекриваються, щоб ефективно пересуватися через своє середовище. Довгі пальці на ногах і хвости допомагають утримувати рівновагу під час переміщення по деревах.